# Preston
Preston er en by med 141.801(2016) indbyggere i Lancashire, England. Byen er centrum i et større byområde med omkring 350.000 indbyggere. Preston er bl.a. kendt for sit fodboldhold (Preston North End FC) og sin store busstation med hele 79 platforme – en af Europas største. Byens hovedattraktion er nok St Walburge's Church, som med 94 m er den højeste kirke i Storbritannien, der ikke er en katedral.
Byen var også hjemsted for et af de tidligst kendte kvindefodboldhold i England, Dick, Kerr Ladies F.C., der blev rekrutteret blandt de ansatte på ammunitionsfabrikken  Dick, Kerr & Co. Holdet eksisterede fra 1917 til 1965 og trak i perioder store tilskuertal til sine kampe. I 1920 vandt de over et fransk hold i historiens første internationale fodboldkamp for kvinder.